# فيكتوريا من ساكس-كوبرغ-زالفلد
فيكتوريا من ساكس-كوبرغ-زالفلد (بالألمانية: Victoire von Sachsen-Coburg-Saalfeld)‏ (17 أغسطس 1786 - 16 مارس 1861) هي ابنة فرانتس دوق ساكس-كوبرغ-زالفلد وأوغستا من رويس-إبرسدورف، أصبحت أميرة لينينجن بزواجها من إميش كارل، ثاني أمير لينينجن، وأيضا أصبحت كونتيسة كينت وستراثرن بزواجها من الدوق إدوارد، وأيضا هي والدة الملكة فيكتوريا.